# 2091
Rok 2091 (MMLXLI) gregoriánského kalendáře začne v pondělí 1. ledna a skončí v pondělí 31. prosince.

## Předpokládané a naplánované události
- 23. října – 150. výročí premiéry filmu Dumbo
- 22. listopadu – 100. výročí premiéry filmu Kráska a zvíře